# Associazione Sportiva Bari 1964-1965
Questa voce raccoglie le informazioni riguardanti l'Associazione Sportiva Bari nelle competizioni ufficiali della s
stagione 1964-1965.

## Stagione
Dopo aver trascorso gran parte del girone di andata a metà classifica, a partire dalla ventinovesima giornata il Bari si bloccò incappando in una serie di pareggi e sconfitte tra cui quella, decisiva, nello scontro diretto con l'esordiente Trani: la squadra, che nelle ultime giornate aveva subìto numerosi cambi alla guida tecnica, fu presto risucchiata in zona retrocessione incappando, al termine del campionato e dopo un'inutile vittoria con il Palermo, nel secondo tonfo consecutivo.

## Rosa
| N. |                   | Ruolo | Calciatore         |
| -- | ----------------- | ----- | ------------------ |
|    | Italia (bandiera) | P     | Carlo Mezzi        |
|    | Italia (bandiera) | P     | Italo Maso         |
|    | Italia (bandiera) | P     | Emanuele Quadrello |
|    | Italia (bandiera) | D     | Alcide Baccari     |
|    | Italia (bandiera) | D     | Angelo Panara      |
|    | Italia (bandiera) | D     | Carlo Tacchini     |
|    | Italia (bandiera) | D     | Mario Cantarelli   |
|    | Italia (bandiera) | C     | Nicola Bovari      |
|    | Italia (bandiera) | C     | Antonio Buccione   |
|    | Italia (bandiera) | C     | Angelo Carrano     |
|    | Italia (bandiera) | C     | Biagio Catalano    |
|    | Italia (bandiera) | C     | Luigi Giannini     |

| N. |                    | Ruolo | Calciatore            |
| -- | ------------------ | ----- | --------------------- |
|    | Italia (bandiera)  | C     | Franco Magnaghi       |
|    | Italia (bandiera)  | C     | Luigi Porro           |
|    | Brasile (bandiera) | A     | José Fernando Puglia  |
|    | Italia (bandiera)  | A     | Bruno Cicogna         |
|    | Italia (bandiera)  | A     | Agostino De Nardi     |
|    | Italia (bandiera)  | A     | Ottavio Franceschetti |
|    | Italia (bandiera)  | A     | Franco Galletti       |
|    | Italia (bandiera)  | A     | Ciro Lubrano          |
|    | Italia (bandiera)  | A     | Gianni Rossi          |
|    | Brasile (bandiera) | A     | Bruno Siciliano       |
|    | Italia (bandiera)  | A     | Nicola Taiano         |
|    | Italia (bandiera)  | A     | Franco Vanzini        |

## Risultati

### Serie B

#### Girone di andata
| 13 settembre 1964 1ª giornata | Bari | 1 – 0 | Reggiana |  |

| 20 settembre 1964 2ª giornata | Bari | 1 – 1 | Verona |  |

| 27 settembre 1964 3ª giornata | Pro Patria | 4 – 2 | Bari |  |

| 4 ottobre 1964 4ª giornata | Venezia | 2 – 1 | Bari |  |

| 11 ottobre 1964 5ª giornata | Bari | 1 – 0 | Parma |  |

| 18 ottobre 1964 6ª giornata | Livorno | 1 – 1 | Bari |  |

| 25 ottobre 1964 7ª giornata | Bari | 0 – 0 | Catanzaro |  |

| 22 novembre 1959 8ª giornata | Monticchio Potenza | 2 – 1 | Bari |  |

| 15 novembre 1964 9ª giornata | Alessandria | 0 – 0 | Bari |  |

| 22 novembre 1964 10ª giornata | Bari | 2 – 2 | Brescia |  |

| 29 novembre 1964 11ª giornata | Padova | 0 – 0 | Bari |  |

| 6 dicembre 1964 12ª giornata | Bari | 0 – 0 | Trani |  |

| 13 dicembre 1964 13ª giornata | Lecco | 3 – 2 | Bari |  |

| 20 dicembre 1964 14ª giornata | Bari | 2 – 0 | Monza |  |

| 27 dicembre 1964 15ª giornata | SPAL | 1 – 0 | Bari |  |

| 10 gennaio 1965 16ª giornata | Bari | 1 – 0 | Modena |  |

| 17 gennaio 1965 17ª giornata | Triestina | 0 – 1 | Bari |  |

| 24 gennaio 1965 18ª giornata | Bari | 2 – 1 | Napoli |  |

| 31 gennaio 1965 19ª giornata | Palermo | 2 – 1 | Bari |  |

#### Girone di ritorno
| 7 febbraio 1965 20ª giornata | Reggiana | 2 – 0 | Bari |  |

| 14 febbraio 1965 21ª giornata | Verona | 0 – 0 | Bari |  |

| 21 febbraio 1965 22ª giornata | Bari | 1 – 0 | Pro Patria |  |

| 28 febbraio 1965 23ª giornata | Bari | 1 – 1 | Venezia |  |

| 7 marzo 1965 24ª giornata | Parma | 3 – 2 | Bari |  |

| 14 marzo 1965 25ª giornata | Bari | 0 – 1 | Livorno |  |

| 21 marzo 1965 26ª giornata | Catanzaro | 1 – 1 | Bari |  |

| 28 marzo 1965 27ª giornata | Bari | 1 – 0 | Potenza |  |

| 11 aprile 1965 28ª giornata | Bari | 1 – 0 | Alessandria |  |

| 18 aprile 1965 29ª giornata | Brescia | 2 – 0 | Bari |  |

| 25 aprile 1965 30ª giornata | Bari | 1 – 3 | Padova |  |

| 2 maggio 1965 31ª giornata | Trani | 1 – 0 | Bari |  |

| 9 maggio 1965 32ª giornata | Bari | 2 – 3 | Lecco |  |

| 16 maggio 1965 33ª giornata | Monza | 0 – 0 | Bari |  |

| 23 maggio 1965 34ª giornata | Bari | 0 – 1 | SPAL |  |

| 30 maggio 1965 35ª giornata | Modena | 0 – 0 | Bari |  |

| 6 giugno 1965 36ª giornata | Bari | 1 – 1 | Triestina |  |

| 13 giugno 1965 37ª giornata | Napoli | 2 – 0 | Bari |  |

| 20 giugno 1965 38ª giornata | Bari | 2 – 1 | Palermo |  |

## Statistiche

### Statistiche di squadra
| Competizione | Punti | In casa | In casa | In casa | In casa | In casa | In casa | In trasferta | In trasferta | In trasferta | In trasferta | In trasferta | In trasferta | Totale | Totale | Totale | Totale | Totale | Totale | DR  |
| Competizione | Punti | G       | V       | N       | P       | Gf      | Gs      | G            | V            | N            | P            | Gf           | Gs           | G      | V      | N      | P      | Gf     | Gs     | DR  |
| ------------ | ----- | ------- | ------- | ------- | ------- | ------- | ------- | ------------ | ------------ | ------------ | ------------ | ------------ | ------------ | ------ | ------ | ------ | ------ | ------ | ------ | --- |
| Serie B      | 33    | 19      | 9       | 6       | 4       | 20      | 15      | 19           | 1            | 7            | 11           | 12           | 26           | 38     | 10     | 13     | 15     | 32     | 41     | -9  |
| Coppa Italia |       | 1       | 0       | 0       | 1       | 1       | 4       | -            | -            | -            | -            | -            | -            | 1      | 0      | 0      | 1      | 1      | 4      | -3  |
| Totale       |       | 20      | 9       | 6       | 5       | 21      | 19      | 19           | 1            | 7            | 11           | 12           | 26           | 39     | 10     | 13     | 16     | 33     | 45     | -12 |

### Statistiche dei giocatori
| Giocatore        | Serie B  | Serie B | Coppa Italia | Coppa Italia | Totale   | Totale |
| Giocatore        | Presenze | Reti    | Presenze     | Reti         | Presenze | Reti   |
| ---------------- | -------- | ------- | ------------ | ------------ | -------- | ------ |
| A. Baccari       | 34       | 3       | 1            | 0            | 35       | 3      |
| N. Bovari        | 23       | 0       | -            | -            | 23       | 0      |
| A. Buccione      | 31       | 1       | 1            | 0            | 32       | 1      |
| M. Cantarelli    | 1        | 0       | -            | -            | 1        | 0      |
| A. Carrano       | 24       | 0       | -            | -            | 24       | 0      |
| B. Catalano      | 8        | 0       | -            | -            | 8        | 0      |
| B. Cicogna       | 18       | 2       | -            | -            | 18       | 2      |
| A. De Nardi      | 31       | 6       | 1            | 0            | 32       | 6      |
| Fernando         | 24       | 2       | -            | -            | 24       | 2      |
| O. Franceschetti | 3        | 0       | -            | -            | 3        | 0      |
| F. Galletti      | 15       | 4       | -            | -            | 15       | 4      |
| L. Giannini      | 20       | 4       | 1            | 0            | 21       | 4      |
| C. Lubrano       | 2        | 0       | 1            | 1            | 3        | 1      |
| F. Magnaghi      | 35       | 2       | 1            | 0            | 36       | 2      |
| I. Maso          | 7        | -7      | -            | -            | 7        | -7     |
| C. Mezzi         | 27       | -30     | 1            | -4           | 28       | -34    |
| A. Panara        | 36       | 2       | 1            | 0            | 37       | 2      |
| L. Porro         | 15       | 1       | 1            | 0            | 16       | 1      |
| E. Quadrello     | 4        | -4      | -            | -            | 4        | -4     |
| G. Rossi         | 2        | 0       | -            | -            | 2        | 0      |
| Serraglio        | -        | -       | 1            | 0            | 1        | 0      |
| B. Siciliano     | 23       | 4       | -            | -            | 23       | 4      |
| C. Tacchini      | 16       | 0       | -            | -            | 16       | 0      |
| N. Taiano        | 4        | 1       | -            | -            | 4        | 1      |
| F. Vanzini       | 15       | 0       | 1            | 0            | 16       | 0      |